# Ice speedway

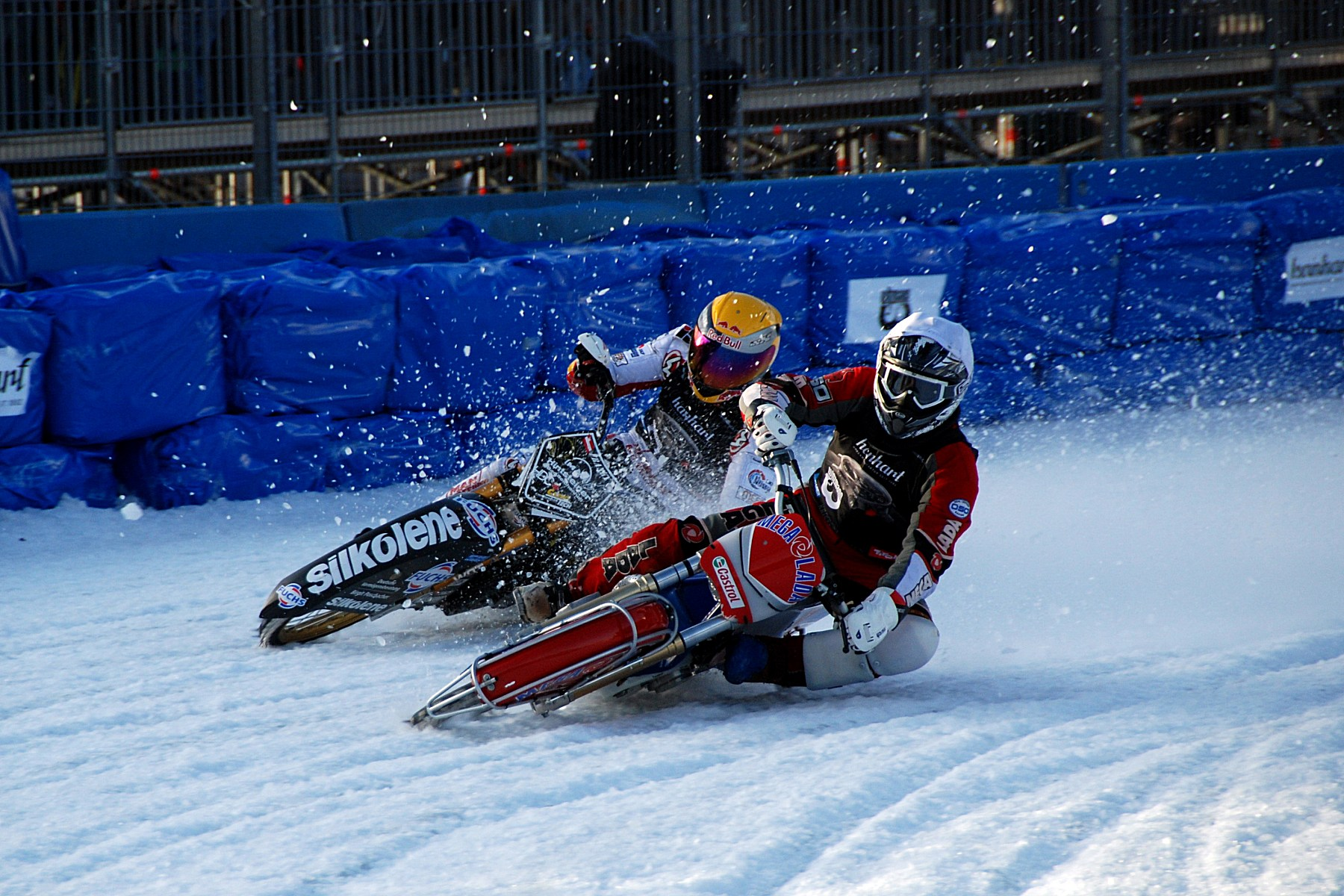
Wyścig na lodzie w Innsbrucku (Indywidualne mistrzostwa świata na żużlu 2010)

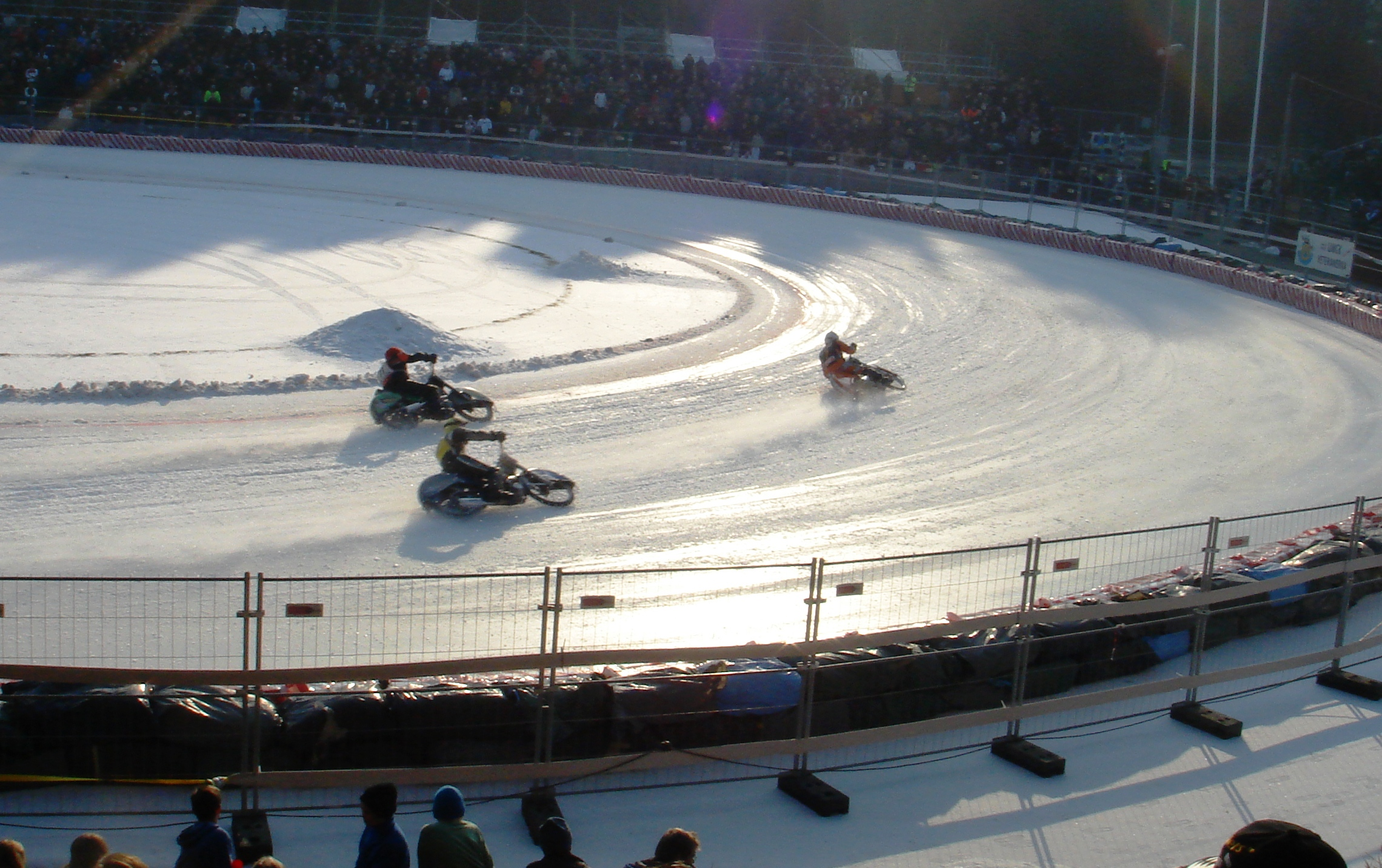
Wyścig na lodzie w Szwecji (2007)

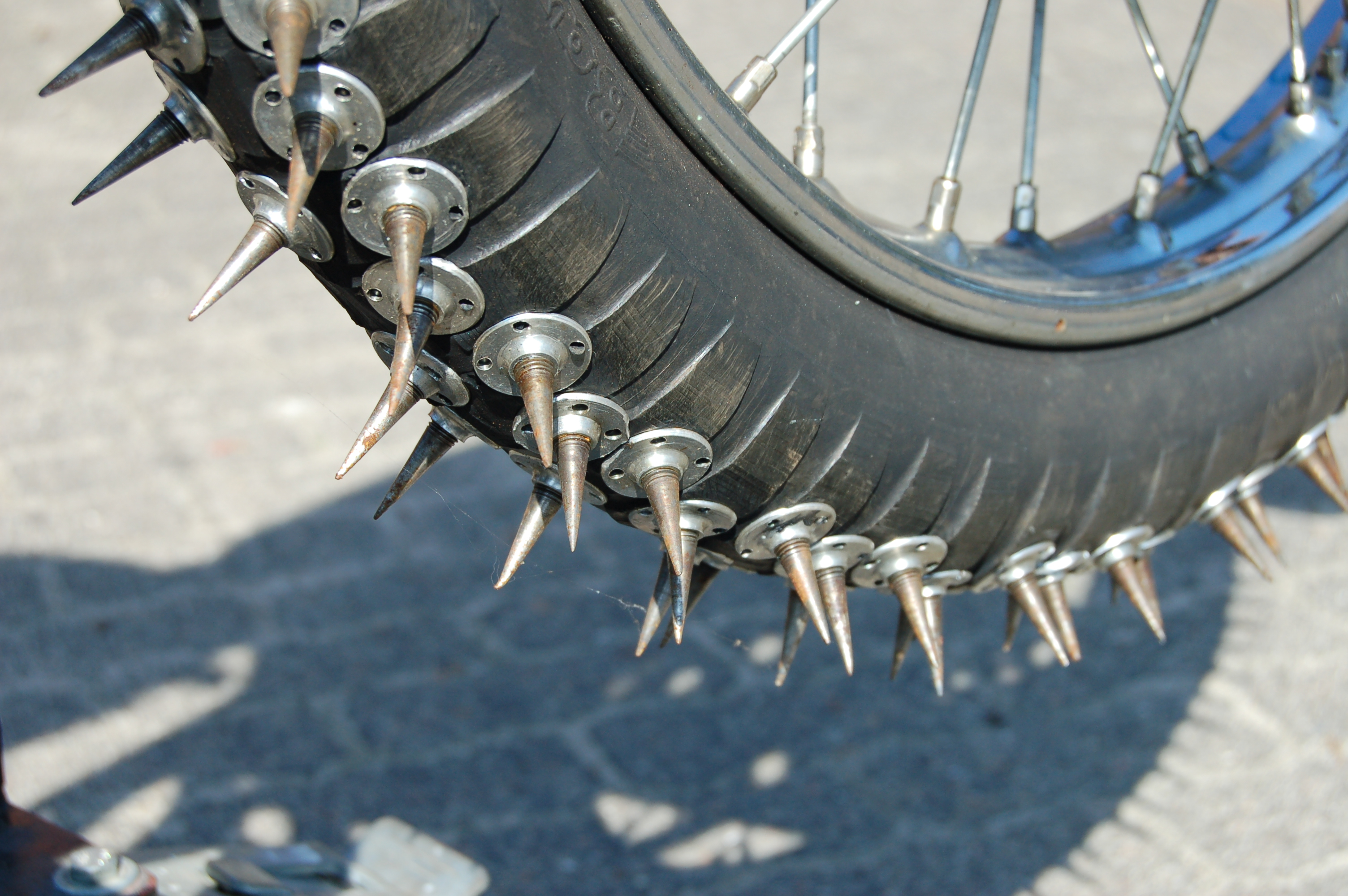
Specjalne opony motocykla do jazdy po lodzie

Ice speedway (także: ice racing), w Polsce potocznie żużel na lodzie – sport motocyklowy będący odmianą sportu żużlowego.

## Historia
Pierwsze zawody zorganizowane w lodowej odmianie sportu żużlowego miały miejsce w 1924 roku w Szwecji, następnie rozpowszechniły się w latach dwudziestych i trzydziestych XX wieku w krajach nordyckich i alpejskich. Przed wybuchem II wojny światowej pierwsze zawody udało się rozegrać także w Czechosłowacji, odbyły się one 17 stycznia 1937 roku na zamarzniętym stawie Propast w gminie Stříbrná Skalice, a zwyciężył w nich Václav Stanislav.
Dyscyplina rozwinęła się równolegle w Związku Radzieckim, gdzie za sprawą łyżwiarza Konstantina Kudriawcewa wprowadzono pokazowe jazdy motocyklowe na lodzie podczas zawodów sportowych, które sam wcześniej obserwował występując w Norwegii, Szwecji i Finlandii. Po raz pierwszy miały one miejsce na stadionie Dinamo w Moskwie w 1938 roku, wówczas w przerwie meczu hokejowego przed publicznością zaprezentował się Siergiej Buczyn. Ten sam zawodnik wygrał pierwsze oficjalne zawody rozegrane rok później na moskiewskim hipodromie. 10 marca 1940 roku na tym samym obiekcie odbyły się zawody zorganizowane z okazji XVIII Zjazdu WKP(b) w których brali udział zawodnicy moskiewscy i leningradzcy. Ścigano się na dystansie 6 okrążeń po 1600 metrów, rywalizowały również kobiety.
Po II wojnie światowej miał dalszy rozwój dyscypliny, zawody odbywały się w takich miastach Związku Radzieckiego jak Moskwa, Leningrad, Tallinn, Ufa czy Władywostok. W 1959 roku zorganizowano mistrzostwa ZSRR w klasach 125 cm³ (mężczyźni i kobiety), 350 cm³ i sidecar (tylko mężczyźni) oraz odbyły się pierwsze zawody międzynarodowe w których udział wzięli żużlowcy zagraniczni, zaproszona została reprezentacja Czechosłowacji w której składzie znaleźli się m.in. Jaroslav Machač i Miloslav Špinka. Rok później do programu krajowych mistrzostw włączono wyścigi w klasie 500 cm³. W 1960 roku na torach w Moskwie i Ufie rozegrany został sześciorundowy Puchar Przyjaźni Narodów z udziałem motocyklistów z Czechosłowacji, Finlandii i Szwecji. Zmagania zwyciężył Björn Knutsson przed rodakiem Billym Anderssonem i zawodnikiem gospodarzy Faritem Szajnurowem. W 1961 w Kraju Rad nie odbyły się żadne zawody międzynarodowe ze względu na brak oficjalnych przepisów w tej dyscyplinie sportu. Zostały one zaprezentowane na kongresie FIM i zatwierdzone przez komisję torową. W 1962 roku odbyły się dwie serie zawodów międzynarodowych, jedna z nich składała się z czterech rund na torach w Finlandii i Szwecji, druga z nich składała się z sześciu rund w Związku Radzieckim.
W 1963 roku zorganizowano pierwsze oficjalne zawody Puchar FIM, który zwyciężył Boris Samorodow. W kolejnym roku rangę zawodów podniesiono do mistrzostw Europy, a od 1966 roku wyłaniany jest mistrz świata. Pierwszym zdobywcą tego tytułu był Gabdrachman Kadyrow.

## Rozgrywki w ice speedwayu
W ice speedwayu rozgrywane są indywidualne mistrzostwa świata i Europy. Rozgrywki o randze mistrzostw świata prowadzone są przez Międzynarodową Federację Motocyklową, z kolei imprezy żużlowe o randze mistrzostw Europy organizowane są przez FIM Europe. Mistrzostw na innych kontynentach nie organizuje się. Wszystkie zawody rozgrywane są corocznie. W latach 1979–2020 rozgrywano drużynowe mistrzostwa świata, w latach 2009–2010 indywidualne mistrzostwa Europy juniorów.
Poniższa tabela przedstawia zestawienie imprez rangi mistrzowskiej na świecie i w Europie wraz z rokiem, od którego są rozgrywane lub latami, w których je rozgrywano.
|               | świat (FIM)                                                            | Europa (FIM Europe) | Europa (FIM Europe) |
| seniorzy      | seniorzy                                                               | juniorzy            |                     |
| ------------- | ---------------------------------------------------------------------- | ------------------- | ------------------- |
| indywidualnie | Puchar FIM (1963) IME (1964–1965) IMŚ (1966-1993) Grand Prix (od 1994) | IME (od 1999)       | IMEJ (2009–2010)    |
| drużynowo     | DMŚ (1979-2020)                                                        | –                   | –                   |

### Mistrzostwa świata
Pierwszymi zawodami rangi mistrzowskiej był Puchar FIM, rozegrany w 1963 roku, przez 2 kolejne lata turniej wyłaniający najlepszego zawodnika w tej odmianie sportu rozgrywano indywidualne mistrzostwa Europy, natomiast wraz z rozprzestrzenieniem się wyścigów motocyklowych na lodzie do azjatyckiej części ZSRR i Mongolii od 1966 roku rozgrywane są indywidualne mistrzostwa świata. Do 1968 roku odbywały się one w formie czterorundowego cyklu, zaś w latach 1969–1993 jako finał jedno lub dwudniowy. Od 1994 zawody odbywają się w formule Grand Prix. W pierwszej edycji cykl rozgrywany był na pięciu torach w Europie i Azji (turnieje dwudniowe), w późniejszych latach liczba rund wynosiła od 4 do 12 rund. Wyjątkiem była lata 1997, 2000 i 2021, kiedy finały rozegrano w formule dwudniowych finałów. W cyklu tym corocznie odbywa się kilka turniejów w różnych krajach, w których ice speedway cieszy się największą popularnością. W zawodach uczestniczy światowa czołówka zawodników, spośród których wyłaniany jest mistrz świata. W latach 1995–1996 rundy Grand Prix odbywały się w Polsce, na warszawskim torze Stegny.
Najwięcej tytułów mistrzowskich do tej pory zgromadził ośmiokrotny czempion globu Rosjanin Nikołaj Krasnikow (2005–2012), sześciokrotnie mistrzostwo wywalczył reprezentujący Związek Radziecki Gabdrachman Kadyrow (1966, 1968–1969, 1971–1973). Reprezentanci Związku Radzieckiego i powstałej po jego upadku Rosji wywalczyli łącznie 49 z 57 tytułów mistrzowskich, oraz 135 z 171 przyznanych medali, dominując w rozgrywkach przez cały okres ich rozgrywania. Najlepszymi zawodnikami potrafiącymi przebić radziecką i rosyjską dominację byli Szwedzi: Erik Stenlund, dwukrotny mistrz świata w latach 1984 i 1988, oraz Per-Olof Serenius, również dwukrotny mistrz w latach 1995 i 2002. Najlepszym Polakiem w historii mistrzostw był Norbert Świtała, który zajął 7. miejsce w 1967 roku.
W 1979 roku rozegrano pierwsze drużynowe mistrzostwa świata w rosyjskim Kalininie. Pierwsze miejsce zajęła reprezentacja ZSRR przed Czechosłowacją i Niemcami.

### Mistrzostwa Europy
Pierwsze zawody o mistrzostwo Europy zorganizowane zostały pod egidą FIM w 1964 roku, wygrał je Gabdrachman Kadyrow. Po kolejnej edycji rozegranej w 1965 roku, przed sezonem 1966 przekształcono je w indywidualne mistrzostwa świata.
Współcześnie imprezy żużlowe o randze mistrzostw Europy organizowane od 1999 roku przez Europejską Federację Motocyklową. Rozgrywane są w formie jedno lub dwudniowego finału, z wyjątkiem roku 2022, kiedy mistrzostwa zostały rozegrane w formie dwurundowego cyklu. W 2008 roku mistrzostwa zostały zorganizowane w Sanoku, a od 2020 mistrzostwa organizowane są na torach w Polsce: w Tomaszowie Mazowieckim i Sanoku.
Najwięcej, bo cztery tytuły mistrzowskie zgromadził Dmitrij Bułankin (2003–2004, 2006, 2009), dwukrotnie tytuł mistrza Starego Kontynentu zdobyli Jurij Polikarpow (1999–2000), Maksim Zacharow (2002, 2005) i Nikołaj Krasnikow (2016–2017). Łącznie Rosjanie zdobyli 22 z 24 tytułów mistrzowskich i 55 z 72 medali. Zwycięzcami spoza Rosji byli Austriacy: Franz Zorn, który zwyciężył w 2008 roku i Harald Simon, triumfator z 2022 roku. Najlepszą pozycją wywalczoną w mistrzostwach przez Polaków było 11. miejsce Grzegorza Knappa w 2011 roku, tę samą lokatę zajął w klasyfikacji końcowej w 2022 roku jego bratanek Michał Knapp.

### Rozgrywki krajowe na świecie
Ice speedway znany jest w Europie, a poza nią w azjatyckiej części Rosji i Kazachstanie – system rozgrywek ligowych posiadają jedynie Rosja i Szwecja. Poniższa tabela zawiera informacje o regularnych rozgrywkach ligowych w sezonie 2023.
| państwo | liga                                                           | liczba klas rozgrywkowych | liczba zespołów | rok inauguracji |
| ------- | -------------------------------------------------------------- | ------------------------- | --------------- | --------------- |
| Szwecja | liga szwedzka (Superliga, Allsvenskan)                         | 2                         | 9 (5+4)         | 1949            |
| Rosja   | liga rosyjska (Superliga, Wyższa Liga), dawniej liga radziecka | 2                         | 12 (5+7)        | 1976            |

Ponadto indywidualne mistrzostwa kraju prowadzone są w Czechach, Finlandii, Niemczech, Rosji i Szwecji. Oficjalne zawody o puchar kraju organizowane są w Kazachstanie. Zawody towarzyskie odbywają się także w Austrii i Holandii, zaś do startów w oficjalnych zawodach międzynarodowych nominowani są zawodnicy reprezentujący Polskę, Norwegię, Włochy i Wielką Brytanię.

## Wyścigi motocyklowe na lodzie w Polsce
Materiały źródłowe wspominają o pierwszych wyścigach lodowych w Polsce już w latach przedwojennych. Zimą na przełomie lat 1964 i 1965 w klubie Polonia Bydgoszcz, na podstawie dokumentacji fotograficznej przywiezionej ze Związku Radzieckiego przez działacza PZMotu, Bronisława Ratajczyka działacze, zawodnicy wraz z mechanikiem klubowym, Pawłem Łabickim, skonstruowali pierwszy w Polsce motocykl do jazdy po torze lodowym. 24 stycznia 1965 roku na specjalnie przygotowanym do wyścigów na lodzie torze Stadionu Miejskiego odbył się pokazowy trening Mieczysława Połukarda. Tej samej zimy rozegrano także turniej o "Srebrny Kolec IKP", w którym ze względu na dostępność tylko jednego motocykla ścigali się pojedynczo. Zawody wygrał Połukard w czasie 70,2 s. Również w 1965 roku odbyły się w Bydgoszczy zawody z udziałem zawodników radzieckich i w Zakopanem gdzie oprócz zawodników bydgoskiej Polonii, Mieczysława Połukarda, Edwarda Kupczyńskiego, Zygfryda Friedka oraz braci Norbeta i Rajmunda Świtałów wystąpił Stanisław Tkocz. W 1966 roku Mieczysław Połukard był jako pierwszy Polak w finałach mistrzostw świata, zajął w nich 14. miejsce, rok później jego wynik poprawił Norbert Świtała zajmując 7. lokatę.
W latach 70. i 80. wyścigi na torach lodowych nie były organizowane. Pierwsze zawody w tej odmianie sportu żużlowego po tak długiej przerwie (rundę eliminacyjną Grand Prix) zorganizowano w Warszawie w dn. 19–20 listopada 1994 roku na torze Stegny. Polskę reprezentowali wówczas dwaj Rosjanie – bracia: Siergiej i Jurij Iwanowowie. Grand Prix Polski organizowane były w latach 1995–1996. W 2008 roku zorganizowano mistrzostwa Europy w Sanoku na sztucznym torze łyżwiarskim Błonie, z kolei w latach 2007-2014 organizowany był turniej Ice Racing Sanok Cup. Zakończenie rozgrywania cyklu spowodowane było śmiercią Grzegorza Knappa oraz brakiem innych reprezentantów Polski należących do światowej czołówki zawodników.

### Wyniki zawodów Ice Racing Sanok Cup
| Edycja | Data          | I miejsce             | II miejsce        | III miejsce       | Najlepszy Polak                   |
| ------ | ------------- | --------------------- | ----------------- | ----------------- | --------------------------------- |
| I      | 13-14.01.2007 | Franz Zorn            | Harald Simon      | Jan Klatovský     | Zdzisław Żerdziński (17. miejsce) |
| II     | 25.01.2008    | Franz Zorn            | Antti Aakko       | Roman Akimienko   | Grzegorz Knapp (5. miejsce)       |
| III    | 24.01.2009    | Antonín Klatovský jr. | Jan Klatovský     | Sven Holstein     | Michał Widera (19. miejsce)       |
| IV     | 15.01.2010    | Daniił Iwanow         | Nikołaj Krasnikow | Andriej Szyszegow | Grzegorz Knapp (13. miejsce)      |
| V      | 22.01.2011    | Nikołaj Krasnikow     | Igor Kononow      | Daniił Iwanow     | Grzegorz Knapp (13. miejsce)      |
| VI     | 28.01.2012    | Nikołaj Krasnikow     | Daniił Iwanow     | Grzegorz Knapp    | Grzegorz Knapp (3. miejsce)       |
| VII    | 26.01.2014    | Dmitrij Kołtakow      | Igor Kononow      | Franz Zorn        | Grzegorz Knapp (7. miejsce)       |

Od 2020 roku finały indywidualnych mistrzostw Europy w ice speedwayu odbywają się na torach Areny Lodowej w Tomaszowie Mazowieckim (2020–2022) i Błonie w Sanoku (2022–2024). W każdym z finałów Polskę reprezentował Michał Knapp.